# 坂東玉三郎 (5代目)
五代目 坂東玉三郎（ごだいめ ばんどう たまさぶろう、1950年〈昭和25年〉4月25日 - ）は、日本の歌舞伎役者、映画監督、演出家。歌舞伎名跡「坂東玉三郎」の当代。屋号は大和屋。定紋は花勝見（はなかつみ）、替紋は熨斗菱（のしびし）。重要無形文化財保持者（人間国宝）。日本藝術院会員。武蔵野音楽大学特別招聘教授。
十四代目 守田勘弥の養子であり、本名は守田 伸一（もりた しんいち）。通名は守田 親市（もりた しんいち）、旧姓は楡原（にれはら）。公称身長174cm・体重61kg・血液型B型。

## 人物

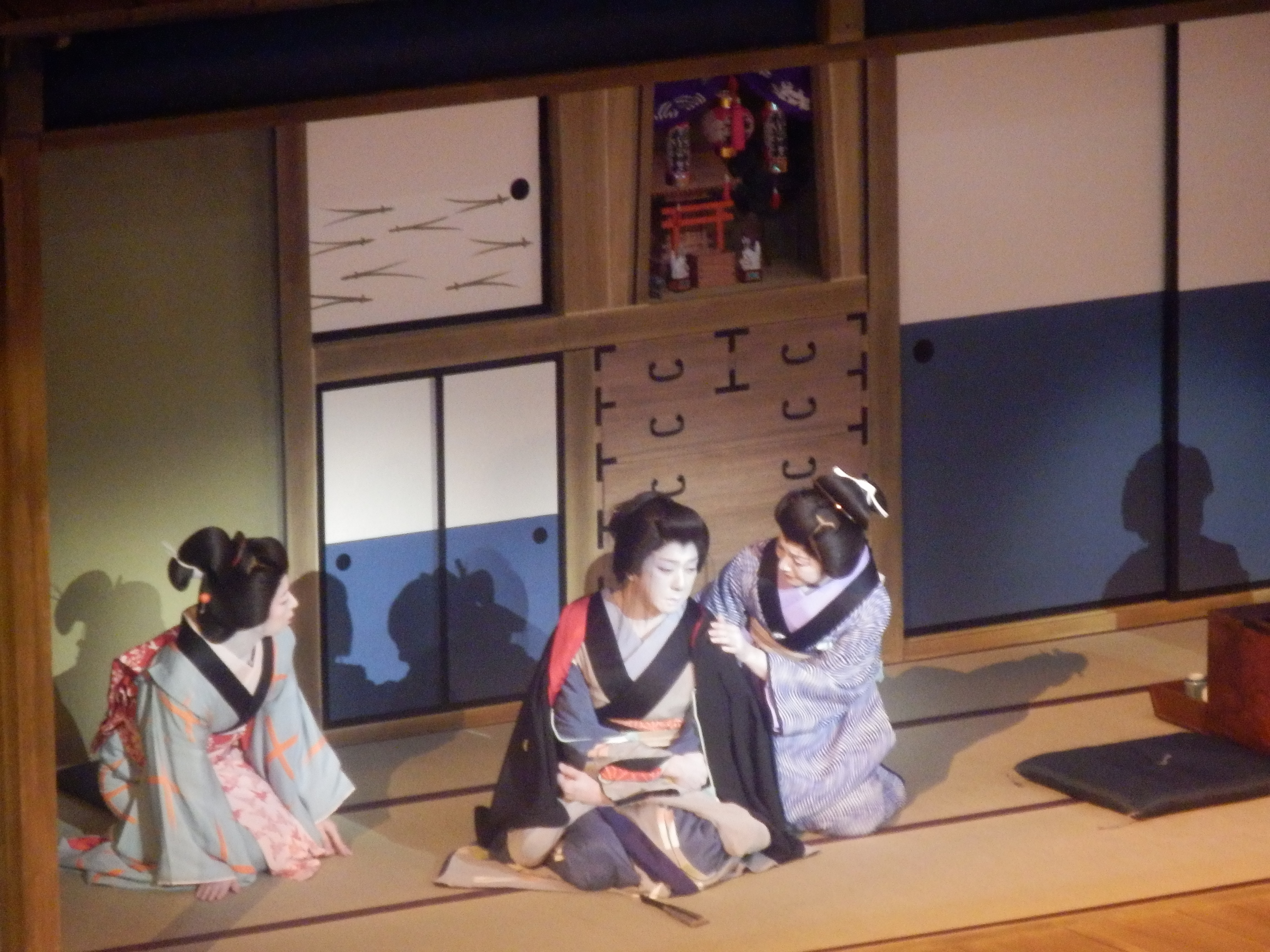
中央が五代目坂東玉三郎

時代物から新歌舞伎まであらゆる分野の女形の技法に精通し、特に世話物や舞踊作品で定評がある。
若くしてニューヨーク・メトロポリタン歌劇場に招聘され、アンジェイ・ワイダ、ダニエル・シュミット、ヨーヨー・マら世界の超一流の芸術家たちと多彩なコラボレーションを展開するなど、その影響と賞賛は世界的なものである。また、映画監督・演出家としても独自の映像美を創造した。
その他にも、演劇全般に関する私塾「東京コンセルヴァトリー」の開校や熊本県の八千代座保存への協力など、演劇以外にも活躍している。また歌舞伎だけでなく、10代半ばよりレッスンを受けたバレエの実力も、プロ・バレリーナと一緒に踊りをこなしても何の遜色もないどころか、玉三郎自身が一バレエダンサーとしての評価にあずかるほどのものがある。
近年は歌舞伎と縁の薄い邦楽の演出も手がけている。趣味はダイビング。
五代目玉三郎は、梨園の出でないばかりか、小児麻痺の後遺症をリハビリで克服したこと、その影響で左利きとなったこと、女形としては長身であること（公称173cm、過去に某雑誌では175cmとも）など、数々の苦難を克服しつつ精進を続けて今日の地位を築きあげた、現在の歌舞伎界における希有の存在である。
年齢・体力的な理由から2019年を最後に地方での短期公演から「引退」しており、近年は自身のつとめてきた大役を若手に継承している。
一方、2020年のNHK大河ドラマ『麒麟がくる』に正親町天皇役でテレビドラマ初出演をした。この出演の理由について玉三郎は「（主演の）長谷川博己君の父（建築史家の長谷川堯）と昔からの知己で、博己君から大河ドラマの主演を報告されたので『じゃ、ワンシーンだけでも出た方がいいかも』みたいな話をしたら、このような形になった」と語っている。

## 年譜
- 楡原誠治、喜美江夫妻の初めての子として東京都で生まれる。夫妻は東京・大塚で料亭を経営。「伸び伸び育つように」伸一と名付けられる。両親は子連れ同士の再婚で、年の離れた兄が4人いた。1歳半で小児麻痺にかかり右足アキレス腱に麻痺が残る。
- 1956年　小児麻痺後遺症のリハビリにと日本舞踊を習う。舞踊の魅力にとりつかれ、また稽古に通った縁から十四代目守田勘弥の部屋子となる(6歳の6月6日)。
- 1957年12月　東横ホールにて『菅原伝授手習鑑・寺子屋』の小太郎で坂東 喜の字を名のり初舞台。
- 1964年6月　十四代目勘弥の芸養子（戸籍上は1974年に養子縁組）となり、歌舞伎座にて『心中刃は氷の朔日』のおたまほかで五代目坂東玉三郎を襲名[5]。
- 1969年3月　聖学院高等学校卒業。
- 1969年　三島由紀夫の国立劇場での新作歌舞伎『椿説弓張月』の白縫姫に抜擢。
- 1970年　『鳴神』の雲絶間姫で相方した十代目市川海老蔵との「海老玉コンビ」が人気に。
- 1975年　『桜姫東文章』の桜姫で相方した片岡孝夫との「孝玉コンビ」が人気に。
- 1977年　日生劇場で「天守物語」（原作：泉鏡花）を上演。1979年には京都南座で上演。相手役は五代目坂東八十助。
- 1984年5月　メトロポリタン歌劇場100周年記念公演に招聘され出演。
- 1986年　舞台『ロミオとジュリエット』を初演出。
- 1988年　ヨーヨー・マらの演奏によるラヴェル『ピアノ三重奏曲』で創作舞踊を上演。
- 1988年11月　モーリス・ベジャールの振付けにより、パトリック・デュポン、ジョルジュ・ドンらと共演。
- 1991年　映画『外科室』を初監督。
- 1994年5月　ベジャールとの共演で『リヤ王〜コーデリヤの死』を初演。
- 1996年　ヨーヨー・マの演奏によるバッハ『無伴奏チェロ組曲』を映像収録した『希望への苦闘』がダンススクリーン96（リヨン）でグランプリを受賞。
- 2000年　横浜21世紀座芸術監督に就任（2001年辞任）。
- 2008年　崑劇『牡丹亭』を、北京湖広会館で江蘇省蘇州崑劇院と共に上演。
- 2012年4月　和太鼓集団鼓童芸術監督就任。
- 2012年　重要無形文化財保持者に各個認定（人間国宝）。
- 2020年 NHK大河ドラマ『麒麟がくる』でテレビドラマ初出演。

## 受賞歴
- 1970年 - 芸術選奨新人賞
- 1971年 - 第8回ゴールデン・アロー賞演劇賞
- 1978年 - 第15回ゴールデン・アロー賞演劇賞
- 1981年 - 第2回松尾芸能賞優秀賞
- 1985年 - 第3回都民文化栄誉章
- 1991年
  - フランス芸術文化勲章シュヴァリエ章
  - 中国文化大学名誉文学博士号
- 1992年 - 泉鏡花文学賞特別賞
- 1997年
  - 第6回モンブラン国際文化賞
  - 第39回毎日芸術賞
  - 第5回読売演劇大賞最優秀男優賞
- 2009年 - 第57回菊池寛賞
- 2011年 - 第27回京都賞思想・芸術部門
- 2013年 - フランス芸術文化勲章コマンドゥール章
- 2014年 - 紫綬褒章[11]
- 2016年 - 日本芸術院賞・恩賜賞
- 2018年 - 第39回松尾芸能賞大賞
- 2019年
  - 高松宮殿下記念世界文化賞
  - 文化功労者[12][13]
  - 日本藝術院会員[14]

## 代表作

### 主な歌舞伎の当たり役
- 『鳴神』の雲絶間姫（くものたえま ひめ）
- 『桜姫東文章』の桜姫（さくら ひめ）
- 『義経千本櫻』の静御前（しずか ごぜん）
- 『壇浦兜軍記』の阿古屋（あこや）
- 『籠釣瓶花街酔醒』の八ツ橋（やつはし）
- 『花街模様薊色縫』の十六夜（いざよい）
- 『京鹿子娘道成寺』の白拍子花子（しらびょうし はなこ）
- 『鷺娘』の鷺の精（さぎの せい）
- 『助六由縁江戸桜』の揚巻（あげまき）
- 『鰯売恋曳網』の蛍火（ほたるび）

### 歌舞伎海外公演
- 1982年7月　アメリカ公演
- 1984年5月　アメリカ公演（ニューヨーク・メトロポリタン歌劇場）
- 1985年7月　アメリカ公演
- 1986年6月　パリ公演
- 1989年10月　ヨーロッパ公演
- 1991年10月　イギリス公演
- 1992年4月　ポーランド公演

### 近代劇
- さぶ - おすえ（1975年、帝国劇場）
- マクベス - マクベス夫人（1976年、日生劇場、南座、中日劇場）
- オセロー - デズデモーナ（1977年、新橋演舞場、1978年、中日劇場）
- 天守物語 - 富姫（1977年、日生劇場）
- 日本橋 - お孝（1978年、日生劇場）
- 鹿鳴館 - 大徳寺夫人 (1980年4月中日劇場)
- 椿姫 - マルグリット（1979年、日生劇場、1980年7月、中日劇場）
- メディア - メディア（1983年、日生劇場）
- 蒼き狼 - 忽蘭（1983年、新橋演舞場）
- サド侯爵夫人 - ルネ（1983年、サンシャイン劇場）
- 黒蜥蜴 - 緑川夫人（1984年、新橋演舞場、1986年、中日劇場）
- 無法松の一生 - 吉岡良子（1985年、新橋演舞場）
- 玄宗と楊貴妃 - 楊貴妃（1987年、新橋演舞場）
- ふるあめりかに袖はぬらさじ - お園（1988年、中日劇場）
- ナスターシャ -ナスターシャ、ムイシュキン（1989年、ベニサン・ビット）
- 華岡青洲の妻 - 加恵（1990年、新橋演舞場）
- サド侯爵夫人 - サン・フォン伯爵夫人（1990年、ベニサン・ビット）
- エリザベス - エリザベス一世（1993年、1995年 銀座セゾン劇場）
- 夕鶴 -つう（1999年）
- 海神別荘 - 美女（2000年、日生劇場）
- 牡丹亭（崑劇） - 杜麗娘（2008年、南座および北京・湖広会館）

### 主な舞台演出作
- ロミオとジュリエット（1986年）
- ガラスの仮面
- なよたけ
- 黒蜥蜴
- 海神別荘
- 鼓童One earth tour supecial
- 鼓童アマテラス
- 鼓童打男〜DADAN
- 鼓童 幽玄[15]

### 映画
- 夜叉ヶ池（1979年） - 百合、白雪姫 役
- 帝都物語（1988年） - 泉鏡花 役
- 書かれた顔（1995年）
- 夢二（1991年） - 稲村御舟 役
- ナスターシャ（1994年） - ナスターシャ、ムイシュキン  役
- 天守物語（1995年） - 富姫 役
- 東京蜃気楼（1997年）

### テレビドラマ
- 大河ドラマ（NHK総合）
  - 麒麟がくる（2020 - 2021年）-正親町天皇 役

## 映画監督作品
- 外科室（1991年）
- 夢の女（1993年）
- 天守物語（1995年）

## テレビ番組
- 徹子の部屋（テレビ朝日）
- プロフェッショナル 仕事の流儀（NHK総合、2008年）
- スタジオパークからこんにちは（NHK総合、2008年）
- ザ☆スター（NHK BS2・BShi、2010年）
- ガルボの恋文〜坂東玉三郎ストックホルム幻想〜（NHK BSプレミアム、2011年）
- その時、私は（BSフジ、2011年）
- 情熱大陸（毎日放送制作・TBS系列、2012年）
- BSフジLIVE プライムニュース（BSフジ、2019年11月21日）
- 密着！中村屋ファミリー 〜勘九郎の涙 七之助の宿命 姫路城で歴史が動いた！46年ぶりの衝撃SP〜（フジテレビ系列、初回:2023年12月22日・再放送:2024年1月5日[注 1]）

## CM
- 日産・ローレル（C33型：1988年 - 1990年）
- エアウィーヴ（2013年 - ）
- MSD『肺炎予防PR』（2017年-）

## 写真集ほか
- 『写真集　女形 玉三郎』篠山紀信撮影、講談社、1972
- 『真夜中のノート 坂東玉三郎エッセイ集』サンリオ、1976
- 『玉三郎の邦楽ジョッキー』日本放送出版協会、1977
- 『坂東玉三郎』篠山紀信写真　講談社、1978
- 『坂東玉三郎 ひかりの中で』奥村喜一郎・谷田貝高幸写真　松竹株式会社・事業部、1979
- 『坂東玉三郎 冬の旅 ヨーロッパの古都を歩いて』篠山紀信写真 講談社、1981
- 『坂東玉三郎 onnagata』大倉舜二 平凡社、1983
  - 『歌舞伎女形』序文三島由紀夫、大倉舜二写真、解説渡辺保、新潮文庫、1986
- 『桜姫東文章　孝夫・玉三郎』佐藤英世写真、旺文社文庫、1985
- 『坂東玉三郎の世界』篠山紀信写真　朝日新聞社、1988
- 『監督坂東玉三郎「夢の女」』岸野正彦写真　NTT出版、1993
- 『山鹿八千代座 坂東玉三郎華麗に舞う』NTT出版、1993
- 『坂東玉三郎ナスターシャ写真集』ぴあ、1994
- 『坂東玉三郎の宇宙』ダンスマガジン編　新書館、1997
- 『坂東玉三郎 舞台写真集』福田尚武写真　朝日ソノラマ、1998
- 『ザ歌舞伎座』篠山紀信撮影、玉三郎案内役　講談社、2001、改訂版2009
- 『五代目 坂東玉三郎写真集』篠山紀信　講談社、2007
- 『THE LAST SHOW TAMASABURO AND THE KABUKIZA』篠山紀信撮影、玉三郎案内役　小学館、2010
- 『坂東玉三郎 すべては舞台の美のために』小学館・和樂ムック、2009
- 『坂東玉三郎舞台』福田尚武写真　小学館、2012

## 関連書籍
- 中川右介『坂東玉三郎 歌舞伎座立女形への道』幻冬舎新書 2010